# Bolletjärnen
Bolletjärnen är en sjö i Bollnäs kommun i Hälsingland och ingår i Ljusnans huvudavrinningsområde. Sjön är 17,1 meter djup, har en yta på 0,0666 kvadratkilometer och är belägen 198,5 meter över havet.

## Delavrinningsområde
Bolletjärnen ingår i det delavrinningsområde (680621-152598) som SMHI kallar för Ovan 680499-152651. Medelhöjden är 183 meter över havet och ytan är 3,76 kvadratkilometer. Det finns inga avrinningsområden uppströms utan avrinningsområdet är högsta punkten. Vattendraget som avvattnar avrinningsområdet har biflödesordning 2, vilket innebär att vattnet flödar genom totalt 2 vattendrag innan det når havet efter 55 kilometer. Avrinningsområdet består mestadels av skog (95 procent). Avrinningsområdet har 0,07 kvadratkilometer vattenytor vilket ger det en sjöprocent på 1,8 procent.

## Naturreservat
Bolletjärnen ingår också inom Stora Bollebergets naturreservat.